# Proschistis amphibola
Proschistis amphibola är en fjärilsart som beskrevs av Diakonoff 1973. Proschistis amphibola ingår i släktet Proschistis och familjen vecklare. Inga underarter finns listade i Catalogue of Life.